# Recoules-de-Fumas
Recoules-de-Fumas (okcitán nyelven Recola de Fumaç) község Franciaország déli részén, Lozère megyében. 2011-ben 95 lakosa volt.

## Fekvése
Recoules-de-Fumas a Margeride-hegység nyugati előterében fekszik, 1020 méteres (a községterület 879-1144 méteres) tengerszint feletti magasságban, Marvejols-tól 17 km-re északra a Colagne folyó völgye felett. Területének nagy részét erdő (főleg fenyves) borítja.
Délnyugatról Saint-Léger-de-Peyre, északnyugatról Saint-Sauveur-de-Peyre, északkeletről Ribennes, délkeletről pedig Lachamp községekkel határos.
A D30-as megyei út köti össze Ribennes-nel (5,5 km) és Saint-Sauveur-de-Peyre-rel (7 km).
A községhez tartozik Les Cayres és Le Faux.

## Története
A település a történelmi Gévaudan tartományban fekszik. 1837-ben vált önálló községgé, korábban Saint-Léger-de-Peyre községhez tartozott

### Demográfia
| Év   | Lakosság |
| ---- | -------- |
| 1836 | 400      |
| 1851 | 422      |
| 1876 | 364      |
| 1901 | 371      |
| 1936 | 221      |

| Év   | Lakosság |
| ---- | -------- |
| 1946 | 234      |
| 1954 | 234      |
| 1962 | 217      |
| 1968 | 147      |

| Év   | Lakosság |
| ---- | -------- |
| 1975 | 126      |
| 1982 | 110      |
| 1990 | 104      |
| 1999 | 91       |
| 2010 | 95       |

## Nevezetességei
- Temploma a 19. században épült. Felszereléséhez tartozik egy 17. századi szenteltvíztartó.[3]

## Kapcsolódó szócikk
- Lozère megye községei